# Zbigniew Wyciszkiewicz
Zbigniew Grzegorz Wyciszkiewicz (ur. 16 września 1969 w Strzelinie) – piłkarz, reprezentant Polski. 
W reprezentacji narodowej debiutował 19 lutego 1996 w przegranym meczu z reprezentacją Japonii w Hongkongu (0:5).
W 1996 i 1997 grając w barwach Widzewa Łódź zdobył mistrzostwo Polski zaś w 1998 zdobył ten tytuł z Łódzkim Klubem Sportowym.